# NGC 813
NGC 813 è una vasta galassia lenticolare situata nella costellazione dell'Idra Maschio, a una distanza di circa 386 milioni di anni luce dalla nostra Via Lattea.

## Scoperta
La galassia è stata scoperta il 24 novembre 1834 dall'astronomo britannico John Herschel.